# Шевченкове (Ніжинський район)
Шевче́нкове — село в Україні, у Дмитрівській селищній громаді Ніжинського району Чернігівської області. До 1951 року - Шостопа́лів хутір.
Належить до Гайворонської сільської ради.

## Населення

### Мова
Розподіл населення за рідною мовою за даними перепису 2001 року:
| Мова       | Кількість | Відсоток |
| ---------- | --------- | -------- |
| українська | 70        | 100%     |

## Історія
Шостопалів хутір був населений родинами з прізвищем Шостопал, які в часи комуністичного панування почали писатися також і як Шестопал. Почав різко зростати у 1930-ті роки, коли сюди почали масово переселювати мешканці сусіднього села Гайворон. З'явилися родини Товкунів, Соломських, Гегенів, Штурмаків. 
Села заселялось згідно Столипинської земельної реформи та в перші роки радянської влади. 
Також до села тікали від сталінської депортації представники родин "бахмацький німців", зокрема й родина Кольвіц (Kollwitz), яка переписалася більш українським "Кульвіс". Поховані на сільському цвинтарі, нащадки живуть у м. Бахмач та Київ.
В селі з 1930 по 1970 роки розміщалося торфопідприємство та колективне підприємство "Червона Зірка" (1930-1950).

## Нинішній стан

Мешканка с. Шевченкове із родичем з с. Голінки.

Більшість населення - люди пенсійного віку числом до 25 осіб, що постійно мешкають тут. Улітку приїжджають жити їхні діти із сусідніх сіл та Бахмача. 
На території села, при самій трасі "Бахмач-Дмитрівка", гіпсовий пам'ятник поету Тарасу Шевченку (1950). Його відреставровано 2008 року - постамент зміцнений металевим листом. 
Два цвинтарі: за залізничною колією, який, фактично, належить до с. Веселого та, власне, шевченківський - добре доглянутий, із поминальним столом. Тут же могила майора медичної служби сталінських військ, який загинув поблизу села 1943. 
Окремі хати куплені під дачі. Неподалік - залізниця. Старовинний дубовий гай, дерево з якого, за переказами, йшло на будівництво с. Рубанка. У 1960-их роках силами селян висаджено сосновий бір, який поширюється тепер в бік села Гайворон самосівом.

## Традиції
Церкви на території села немає. Храмове свято збігається з гайворонським - Покрова Богородиці і Пріснодіви Марії. 
Традиційні страви - кисіль із бузиною, захоло́д. 